# Moralsk panik
Moralsk panik (af engelsk moral panic, moral-panik) betegner et fænomen hvor en socialgruppe eller kategori på grund af sit forhold i den brede offentlighed ser en fare for den moralske orden et fællesskab, samfundet eller staten er kendetegnet ved. Målet for det sociale oprør er undertrykkelse af det som anses for truende på længere sigt. Den derved opståede sociale dynamik ledsages eller forstærkes af privatorganiserede initiativer og en parallel og sensationspræget mediedækning.
Hyppigt kan det dreje sig om for eksempel kriminaliserede fænomener som børnemisbrug (seksuel misbrug af børn), narko eller ungdomskriminalitet. I sidste ende fører den moralske panik til en forøgelse af social kontrol og forringelse af sandsynlig normativ værdivandel. Begrebet kan afgrænses fra massehysteri, der ikke altid gælder socialkontrol og moralsk fordømmelse, men derimod rædsel eller irrationel massesuggestion.

## Ophav
Begrebet moral panic går i moderne tid tilbage til den engelske sociolog Jock Young, der anvendte det i 1971 om narkohandel og forstærket politiindsats. I 1972 sammenlignede sociologen Stanley Cohen i Folk devils and Moral Panics, massemediernes reaktion på frygten for 1960'ernes mods, rockere, rockkultur og ungdomssubkultur i Storbritannien, foranlediget af en gadekamp, håndgemæng og et pistolskud i 1964 uden for en pub i Clacton. Tilkaldt politi arresterede 100 unge mennesker. Sagen skabte en enorm opmærksomhed i Storbritannien med overskrifter i de fleste aviser og blade, hvor det 'atypiske' blev gjort til det 'typiske'. Cohen dokumenterede at mediedækningen var karakteriseret ved 3 dele:
1. Overdrivelse, forvrængning og falske udsagn. I dag kaldt Fake news.
2. Prognoser for hvornår der igen kom et ungdomsudbrud.
3. Symbolisering af fænomenet, baseret på klæder og frisure tillagt associationer, fraset neutral stillingtagen.

Cohen sammenfatter syv klynger for fænomenet:
- Unge "voldsberedte" mænd fra arbejderklassen.
- Skolevold, mobning og amokløb.
- Narkomisbrug.
- Børnemishandling, pædofili og sataniske ritualer.
- Mediernes rolle i diskursen om sex og vold.
- Velfærdsmæssige tiltag i sammenhæng med enlige mødre.
- Flygtninge og asylansøgere betalt af skatteyderne.

Cohen anførte endvidere, at eftersom medierne i det nævnte Clacton-tilfælde var almenhedens første kilde, blev medierne en vigtig instans for udbruddet af moralsk panik. Medierne udfyldte 3 roller:
- Medierne sætter kursen - de er gatekeepers (ledvogtere).[4]
- Overføring af repræsentation (transmission) igennem en specifik retorik.
- Stilhedens gennembrud: medierne bliver midlertidigt sagsøger: For eksempel overskriften: "Kunne du tænke dig at have en pædofil som nabo?" (The Sun).

I Tyskland er begrebet moralsk panik blevet anvendt i 2015/16 i forbindelse med flygtningekrisen i Europa og mediernes og politiets håndtering af samme.

## Kendetegn
Moralsk panik karakteriseres nogle gange som en overreaktion i forbindelse med kulturelle og politiske fænomener og begivenheder. I Mellemkrigstiden frygtede mange jazzens væsen. I 1940'erne biografens fremkomst, og i 1950'erne tegneserier. (Se illustrationen ovenfor). Siden har det for eksempel været voldelige video- og computerspil, rollespil, gaming eller sociale medier, der har været frygtomdrejningspunkter. Ungdomsmusikkens tekster anses generelt for så 'farlig', at den bør have en advarselsetiket med "farlig" påtrykt, det gælder også film i vor tid, der får påtrykt aldersrekommandation.
Senest er også abort blevet sat i forbindelse med moralsk panik anvendt som en art agenda. Ifølge Debra Ferreday er mediernes brug af sætningen "Er der ikke nogen som vil tænke på børnene!" (Won't someone think of the children) blevet så almindelig i et klima af 'moralsk panik' over for abort, at den ifølge Ferreday kunne blive en af Godwins love. Sidstnævnte observerede, at når nazi-kortet blev smidt på diskussionsforummet USENET, ansås diskussionen i reglen for afsluttet og kortmodtageren kategoriseret som taber af diskussionen.
De to sociologer Erich Goode og Nachman Ben-Yehuda finder fem kendetegn ved moralsk panik:
- Bekymring: den gruppe i samfundet, der anses for truende, karakteriseres som afvigende og grundlæggende "onde".
- Fjendskab: "os og dem"-kategorier og stereotypiserende mistænkeliggørelse.
- Uoverensstemmelse: eftersom fare opfattes subjektivt, kan der ikke fastsættes nogen bestemt definition af eller tidspunkt for hvornår grundlæggende moralske værdier trues.
- Disproportionalitet: socialkonstruktivister går ud fra at disproportionalitet er socialt konstrueret og ikke kan erlægge verificerbare og objektive data for nævnte trussel. Ifølge Goode og Yehuda kan en hvis grad af disproportionalitet imellem empirisk datamateriale og diskursen i offentligheden dog fastsættes.
- Graden: moralsk panik afviger i intensitet og er temporært afgrænset, derfor kan den adskilles fra anden offentlig frygt for mulige farer.

En moralsk panikbegivenheds - eller mediepaniks - varighed er blevet inddelt i tre faser:
1. Typisk én begivenhed som udgangspunkt, der igangsætter (katapulterer) fænomenet.
2. Mange omtaler af begivenheden, der ofte overeksponeres, og involverer en art offentlig eller professionel intervention imod problemet.
3. Omtale af begivenheden fader ud i forbindelse med at en plausibel løsning på problemet findes.

## Massehysteri
Massehysteri, også kaldt massepsykose (på engelsk: mass psychogenic illness [MPI] eller mass sociogenic illness) og epidemisk hysteri, indebærer at en gruppe mennesker lader sig påvirke af propaganda eller på anden vis budskaber, hvis formål er at få disse mennesker til at rykke i en særlig retning. Til trods for betegnelserne psykose og hysteri, er disse personer at anse for psykisk friske. En sådan form af masshysteri sås eksempelvis i Det Tredje Rige inden for det Nationalsocialistiske Tyske Arbejderparti i Tyskland under Adolf Hitler og i nogle tidligere kommunistiske regimer (fx i Cambodja, Kampuchea under De Røde Khmerer). Massehysteri kan forekomme i form af et kollektivt konversionssyndrom hvor en gruppe mennesker pludselig får mærkelige fysiske symptomer. Fænomenet kaldes en psykogen sygdom.

Den østrigske forfatter Hermann Broch foreslog under Anden Verdenskrig, at folk under massehysteri, som i hans hjemland Østrig, taber enhver rationalitet, og at visse andre personlige mindreværd og tab i sit liv kan ligge bag fænomenet, der kan være ledsaget af suggestiv ekstase:
"Hvis man med en ... ikke ubegrundet simplikation vil slutte fra individet til almenheden, så må man formode - og som kendsgerningerne viser, med rette - at også den som kollektiv bevæges af visse usikkerheds- og mindreværdsfølelser til at opgive sin rationalstandard - og at opsøge rustilstande (der er påviselige i næsten alle massehysterifænomener). Med andre ord, det er fremfor alt mennesker der i værdimæssig henseende er "i fare", som mest modstandsløst og hurtigst gribes af massehysteri, mennesker, der enten som følge af deres egen utilstrækkelighed eller som følge af mangler ved deres livsomgivelsers værdisystem ... enten ikke kunne finde deres plads i systemet eller har mistet den, og som derfor både økonomisk og socialt og sjæleligt er kastet ud i dybeste usikkerhed, den fuldkomne værdiløsheds spøgelse - og værdiløst værditab betyder altid panik - står bag disse mennesker, og ud af denne panik fører egentlig ingen anden vej end "erstatningsfællesskabets", den umiddelbare affekttilfredsstillelses erstatningsekstaser, navnlig hvis der findes en "fører" på denne vej, thi ingen er mere slave af førere end det panikslagne menneske". (Hermann Broch, posthumt 1959).
Senest beskrev en rapport fra august 2021 massemedierne som ansvarlige for det første registrerede tilfælde af "masse-socialmedie-induceret sygdom (illness)" (MSMI) i kombinationen: sociale medier, tics og COVID-19-stress.

## Massepanik
Moralsk panik kan også afgrænses fra massepanik, der inkluderer både dyr og mennesker i større grupper. For dyrs vedkommende bisser de når de gribes af panik og flokinstinkt, lignende kan gribe mennesker under brand, installations- og bygningskollaps eller andre katastrofer. Forskere har vanskelige kår for at kunne undersøge menneskeadfærd under disse omstændigheder, det har imidlertid vist sig, at mennesker ofte bevarer roen under massepanik, hvor de befinder sig i mindre grupper de forsøger at redde, eller at personer søger mod det bekendte: personer eller steder. Arkitekter påviser desuden at rationelle flugtveje tilsyneladende kan virke bedre i katastrofesituationer: for eksempel lettes evakuering med høje søjler foran indgange til flugtveje i større lokaler.

## Historie
Oprindelig blev betegnelsen moralsk panik anvendt i prædikener i 1830 i en noget anden betydning end den senere anvendt i denne artikel. Først i 1831 tilnærmede man sig den betydning der anvendes i dag.
Historiske eksempler på moralsk panik grænsende til massehysteri har ikke kun været forbundet med krigshysterier som i forbindelse med Verdenskrigene, hvor mennesker underlagde sig massesuggestion af politiske ledere. Fænomenet sås også i forbindelse med middelalderens heksejagt, der knyttedes til "faren" ved kvinder, der blev syndebuk for enhver tænkelig "ondskab" og modgang i samfundet. Anslået 80 % af alle henrettede hekse var kvinder.
Også fænomenet dansemani i Strasbourg (1531) og Sanktvejtsdans i Tyskland i 1600-tallet (danseekstase) er eksempler på psykisk hysteri.
I vor tid eskalerede frygten for AIDS i 1980'erne til homofobi, i forbindelse med terrorangrebet den 11. september 2001 i New York, til frygt for muslimer. I USA er Donald Trumps tiltag imod transkønnede i militæret (memoranda 2017-19, the transgender military ban in the United States) udlagt som forsøg på at fremme moralsk panik.
Samfundsnedlukningerne på verdensplan i forbindelse med COVID-19-pandemien i 2020-21 kan udlægges som en frygt for fremmede (xenofobi), der kan være opfulgt af "racisme".

## Kritik
Det er blevet anført at begrebet 'moralsk panik' er i fare for at blive udtyndet af for megen forvrængning og fejltolkning, så begrebets indhold mister sin mening. Hertil kommer kritikken af at moralsk panik ikke er mulig at graduere proportionalt, hvorledes reaktionen skal være på en specifik handling. Desuden har mediernes betoning ændret sig igennem årene, hvorfor det ikke entydigt kan generaliseres i samme grad som på Stanley Cohens tid (1972). Ofte forsvarer medierne outsidere og stigmatiserede grupper.
Andre har afvist hele begrebet "moral-panik" som en logisk 'kategorifejl' og at oppiskningen af den offentlige bekymring ikke skaber panik, derimod beroligelse, komfort og kynisk selvtilfredshed. Og at irrationalitet mødes med irrationalitet når grupper, samfundet eller staten imødegår sin frygt.
Det er påpeget at visse personer slår mønt på moralsk panik, såkaldte "muckrakers" (møgspredere; skandalejournalister) eller "moral entrepreneurs" (moralentreprenører).
Inden for kriminologien er det indvendt at betegnelsen 'moralsk panik' anvendes af politisk højredrejede som et redskab til at manipulere folks adfærd og opfattelser. Det gælder også med omvendt fortegn fra politisk venstredrejede, der er blevet klassificeret som "rødt svigt".
Fænomenet moralsk panik er blevet sammenlignet med politologen Samuel P. Huntingtons Civilisationernes sammenstød - mod en ny verdensorden (1996), hvor han inddeler kloden i op imod otte civilisationer, der forventes at mødes i kulturelle konflikter. Tesen er blevet klassificeret som etnoracisme. Kritikere indvendte i 1980'erne, at moralsk "panikkultur" er det eneste alternativ til en akkumulerende atomvåbenkultur - "Biedermeier med raketter", der tæller ned til nul.

## Eksterne referencer
- Ulrik Langen og Jakob Sørensen: Rygternes magt. Høst & Søn, Kbh. 2004.